# La Masa de Moriche
Pour les articles homonymes, voir Masa et Moriche.
La Masa de Moriche est une localité du Venezuela, capitale de la paroisse civile de Cinco de Julio de la municipalité de Casacoima dans l'État de Delta Amacuro.